# Mio figlio ha 70 anni
Mio figlio ha 70 anni è una miniserie televisiva italiana in due puntate del 1999, diretta da Giorgio Capitani e con protagonisti Philippe Noiret, Massimo Dapporto ed Elena Sofia Ricci.

## Trama
Sergio e Angela sono una coppia sposata da diversi anni e senza prole. Accanto a loro vive un certo ingegner Castelli, che, a causa delle ristrettezze economiche, viene sfrattato da casa dalla dispotica proprietaria dell'appartamento che non intende concedergli proroghe neanche di fronte alla sua veneranda età. 
Impietositi dal trattamento riservato dalla proprietaria all'ingegner Castelli, Angela e Sergio si offrono di ospitarlo in attesa di evitargli lo sfratto esecutivo, ma Castelli, il cui nome completo è Francesco Saverio, si dimostra fin da subito un uomo taciturno, introverso, incline al totale rifiuto dall'uscire da quella situazione; i due coniugi faticheranno non poco a sollecitarlo alla cura della sua igiene personale o al modo corretto di porgersi a tutti i loro conoscenti. 
Sergio collabora con Enzo nel lavoro e un giorno, quest'ultimo confida al suo collega di aver intrecciato una relazione sessuale con un'extracomunitaria pur essendo già sposato. L'obiettivo della ragazza è ricattare Enzo a scopo di lucro e ci riesce sottraendogli dei documenti che lo comprometterebbero nella vita coniugale e lavorativa; mentre Sergio finalmente inizia a stringere un'intesa con l'ingegner Castelli, questo, per sdebitarsi dell'ospitalità dei coniugi che lo hanno risollevato dal suo periodo depressivo, essendo ignorato anche dal proprio figlio, si offre di salvare Enzo dal ricatto della ragazza, sposandola, affinché essa riesca a ottenere la cittadinanza italiana. 
Per evitare ulteriori complicazioni, l'ingegner Castelli effettua immediatamente dopo il matrimonio la separazione legale e facendosi forte della sua dignità di uomo e con l'aiuto dei suoi amici, riesce a pagare i pagamenti arretrati del suo appartamento con grande stupore dell'odiata proprietaria.